# Centrale idroelettrica Esterle
La centrale idroelettrica Carlo Esterle è un impianto produttivo situato sulla sponda destra del Fiume Adda, 500 m a valle della preesistente centrale idroelettrica Bertini, nel comune di Cornate d'Adda in località Porto d'Adda.
È stata dedicata alla memoria di Carlo Esterle, consigliere delegato della società Edison fino al 1918.

## Storia
Alla fine del 1800 la richiesta di energia elettrica per usi civili ed industriali nell'area milanese cresceva esponenzialmente. Per soddisfare questa richiesta, la società Edison, già proprietaria della prima centrale elettrica dell'Europa continentale (termocentrale di Milano sita in via Santa Redegonda) aveva incominciato a cercare nuove soluzioni per produrre grandi quantità di energia elettrica in modo efficiente e continuativo. A questo scopo era stata edificata sulle rive del Fiume Adda la centrale idroelettrica Bertini. All'epoca della sua inaugurazione, nel 1898, era la più potente centrale idroelettrica d'Europa, seconda al mondo dopo la centrale idroelettrica del Niagara. Malgrado questo, già dopo alcuni anni la fornitura di energia della centrale Bertini era diventata insufficiente per soddisfare la domanda. Edison, forte dell'esperienza maturata con la progettazione, costruzione e conduzione dell'impianto Bertini, individuava nella costruzione di una nuova è molto più potente centrale, anch'essa da ubicarsi nella sponda destra del fiume Adda, la soluzione al problema della carenza di energia elettrica. Nasce così il progetto di quella che diventerà la centrale idroelettrica Esterle, tre volte più potente della precedente centrale Bertini, che ancora oggi contribuisce alla fornitura di energia elettrica alle attività civili ed industriali dell'area brianzola.

## Architettura
La centrale Esterle fu particolarmente curata dal punto di vista architettonico visto che doveva essere rappresentativa per la società Edison che l'aveva costruita. Essa appare più come una villa di delizia lombarda, che un vero e proprio apparato industriale. Notevole è stato lo sforzo d'integrazione del fabbricato al territorio circostante, compiuto nei primi anni del XX secolo, durante l'edificazione della centrale. Oggi rappresenta un esempio significativo di archeologia industriale monumentale ed è nota per la sua particolare bellezza.
Il fabbricato, costruito in uno stile ricavato dalla tradizione eclettica lombarda, è costituito da un grande corpo a pianta rettangolare con tetto a due falde all'interno del quale è ubicata la sala macchine. Esso è caratterizzato da ornamenti minuziosi, motivi geometrici e floreali strettamente ripetuti. Le colonne ed i capitelli all’ingresso, i lampioni e le gronde di ferro finemente battuto insieme alle imponenti vetrate goticheggianti, rendono l'edificio un prezioso gioiello architettonico.
All’interno, le pareti ed il soffitto della sala macchine furono decorati con molta cura, così come degni di nota sono i pavimenti, i lampioni, le lampade ed i numerosi arredi di ferro battuto.
In aggiunta al fabbricato principale sono presenti due adiacenti volumi: il primo, verso il fiume, costituisce l'ingresso alla sala macchine mentre il secondo, sul lato opposto, è la camera di arrivo delle condotte forzate. Sulla collina alle spalle della centrale è presente un terzo corpo che racchiude parte del bacino di carico e le prese delle condotte forzate che alimentano le turbine.

## Descrizione dell'impianto e del suo funzionamento
Le acque di alimentazione dell'impianto sono derivate 4800 m più a monte, presso lo sbarramento della diga di Robbiate, appositamente costruito allo scopo. Dalla spalla destra della diga diparte, senza particolari opere di presa, essendo per un primo tratto navigabile, il canale di adduzione, familiarmente chiamato canale Edison, che scorre a pelo libero per 319 metri ad una quota di 192,23 m. Successivamente le acque si biforcano in due distinti corsi. Il primo le convoglia alla conca di navigazione, che permettere ai natanti di superare il dislivello idrico esistente fra le acque del canale e il livello naturale del fiume. A fianco della conca è ricavata una scala per i pesci che serve a garantire la continuità biologica interrotta dalla diga. Il secondo ramo, in destra orografica, porta le acque del canale all'opera di presa vera e propria che ne regola la portata in funzione del fabbisogno della centrale a valle. Dopo l'opera di presa le acque del canale percorrono altri 412 metri in trincea, con una quota del pelo libero a 191,83 m, prima di imboccare una galleria di 3395 metri che sbocca a 646 m dal bordo della vasca di carico della centrale percorrendo così un tratto complessivo di 4359 metri con una pendenza media pari a 0,729‰.

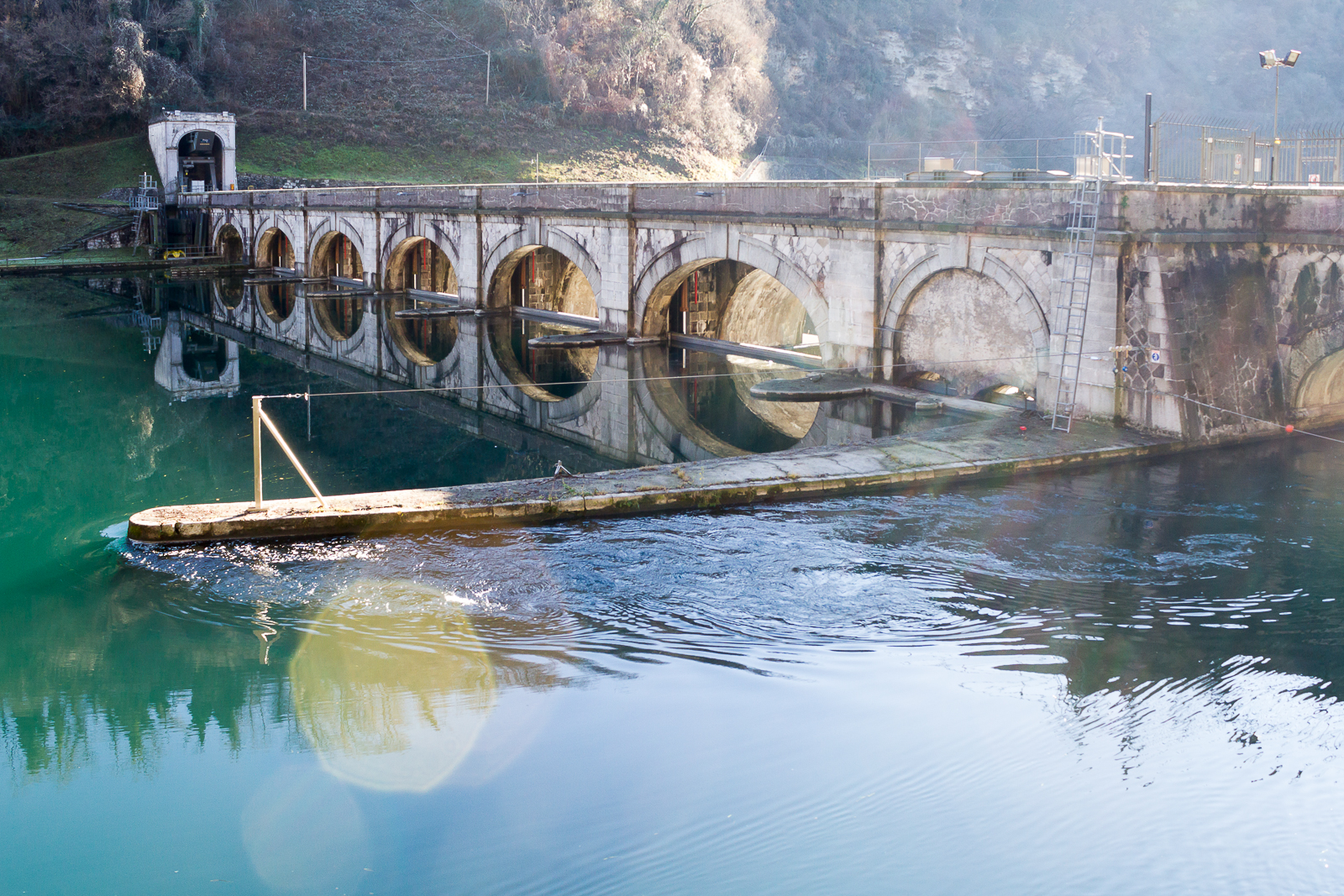
Incile del canale Edison presso la diga di Robbiate
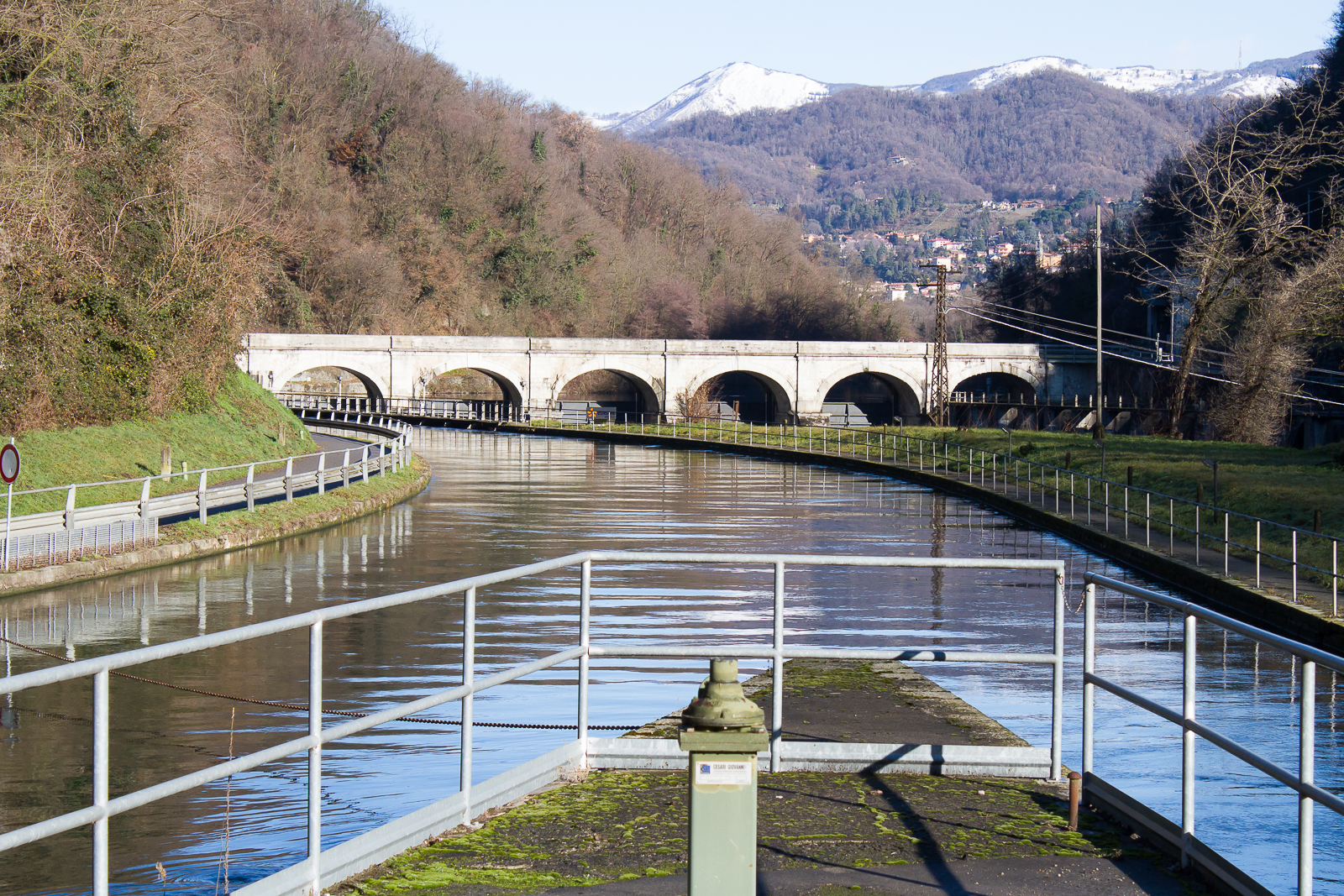
Biforcazione del Canale Edison, in sinistra orografica prosegue la vera opera di adduzione della centrale Esterle, in destra si raggiunge la vicina conca di navigazione
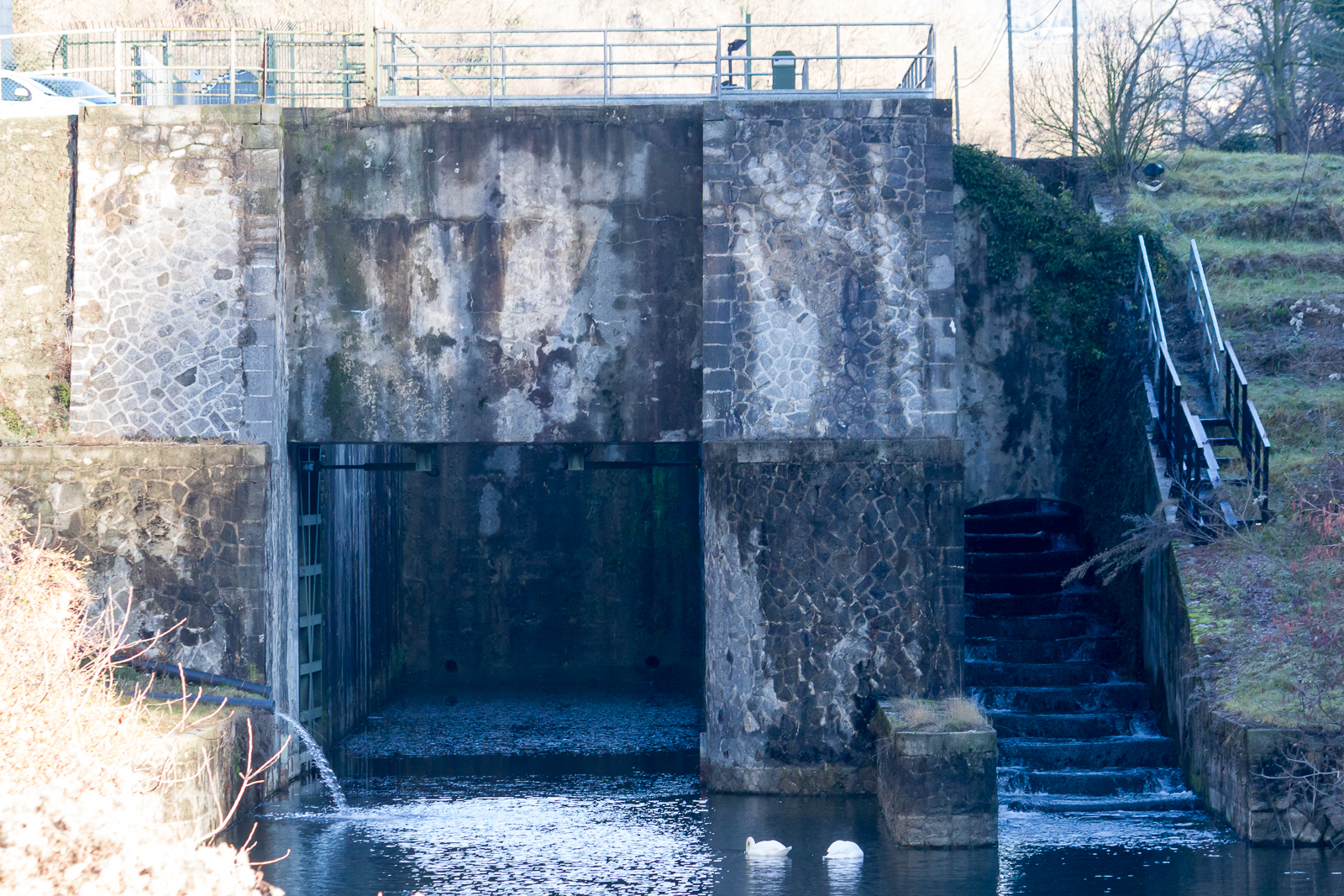
Conca di navigazione con a sinistra la scala di rimonta dei pesci
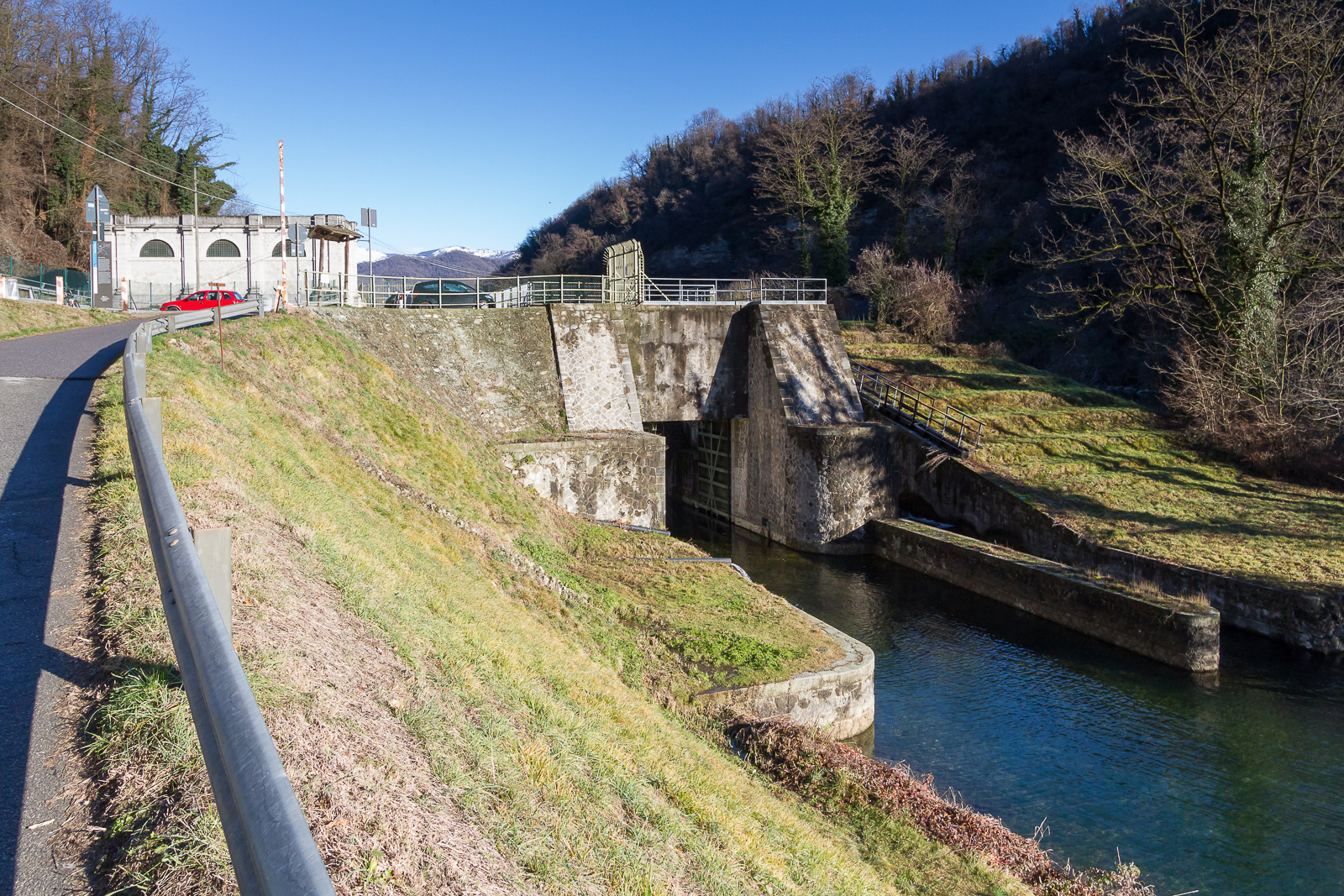
Il manufatto della conca di navigazione e sulla sinistra l'opera di presa del Canale Edison
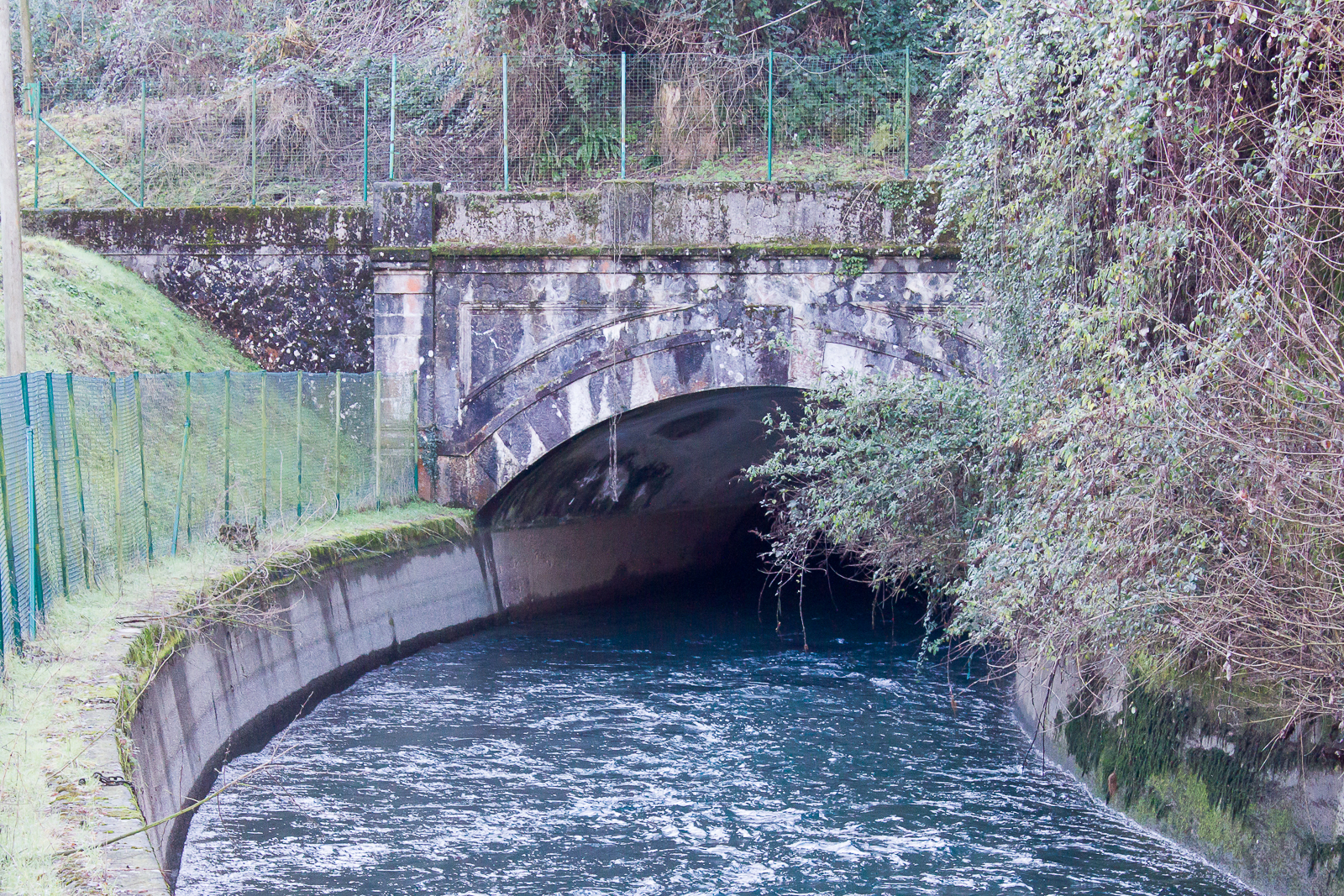
Canale Edison, imbocco della galleria
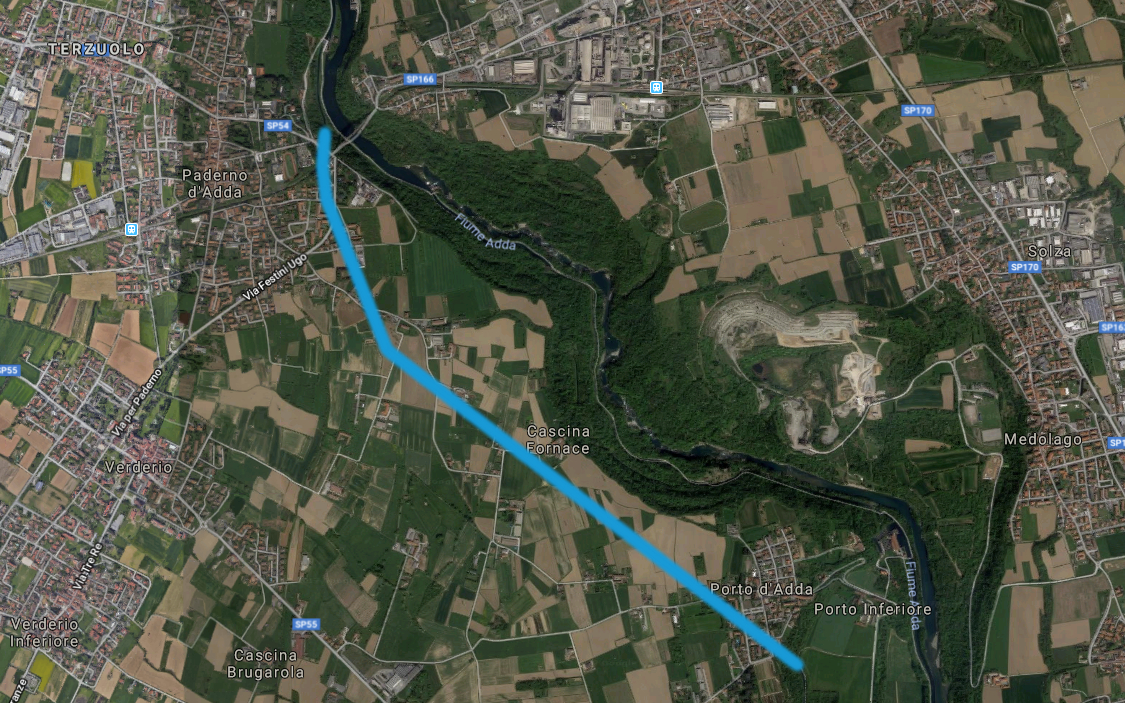
Canale Edison con evidenziato in blu il percorso in galleria

La vasca di carico, ricavata a mezzacosta,ha una lunghezza di 188,8 m ed una larghezza, sull'asse trasversale dell'opera di presa delle condotte forzate, di 25,1 m. La capacità della vasca è pari a 4500 m³ ed ha una quota del pelo libero dell'acqua di 188,8 m. Nel lato ovest della vasca di carico è ricavato un caseggiato che contiene l'opera di presa delle condotte forzate con le relative paratoie e griglie di filtraggio. Nella parte posteriore dipartono sette condotte forzate chiodate in acciaio. Sei di queste, dal diametro di 2,7 m e lunghe 93,1 m, alimentano altrettanti gruppi costituiti da due turbine di tipo Francis accoppiate ad un alternatore. La settima condotta, dal diametro di un metro, posizionata in posizione mediana rispetto alle altre più grandi, alimentava il gruppo di eccitazione degli alternatori ed ora non è più in servizio (a tale scopo oggi si utilizza un gruppo statico di tiristori il quale converte in tensione continua la tensione alternata trifase di rete garantendo un più elevato rendimento, una maggiore affidabilità ed una migliore regolazione della corrente di eccitazione rispetto ai vecchi gruppi dinamo\turbina).

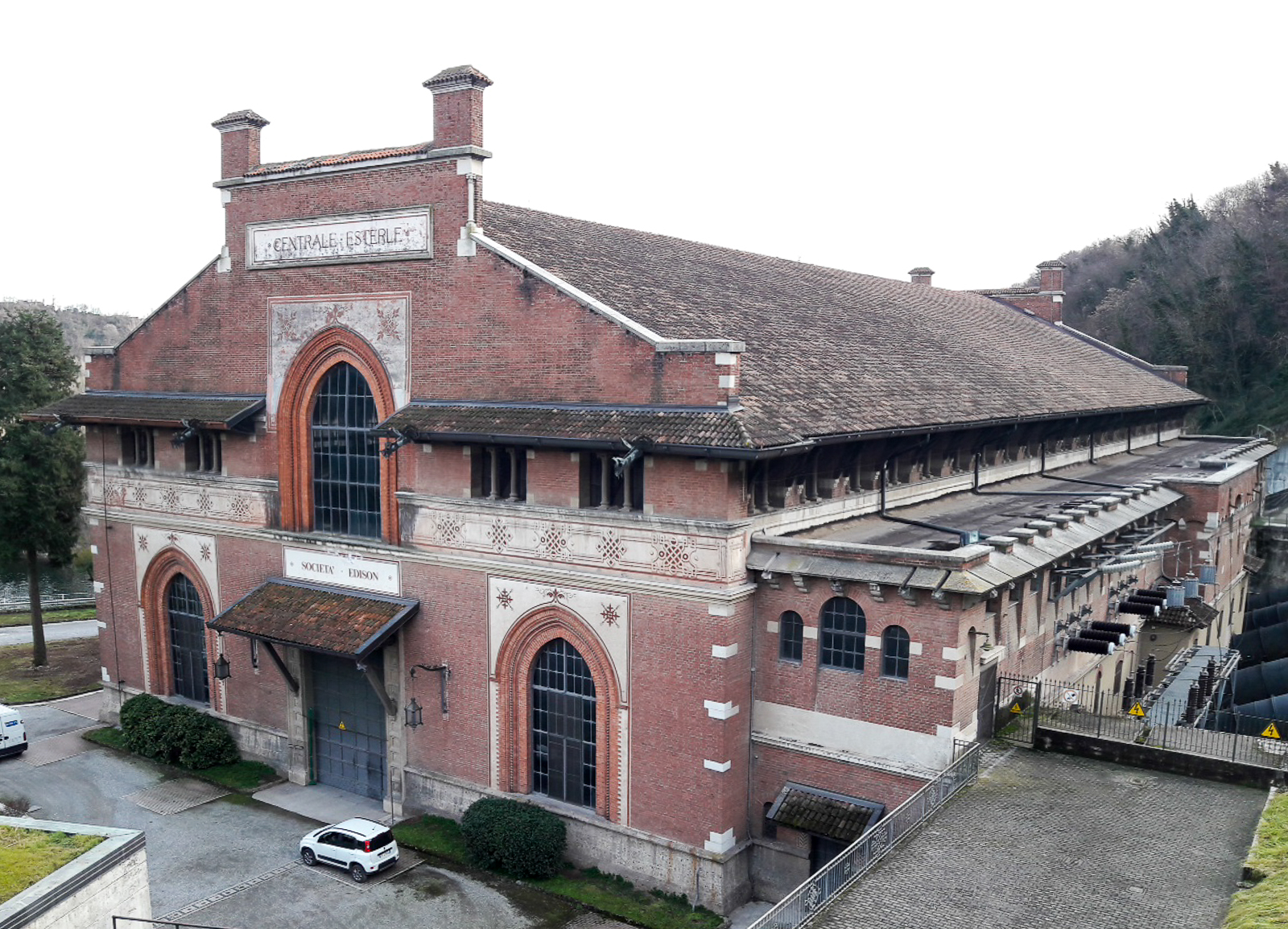
Fabbricato principale
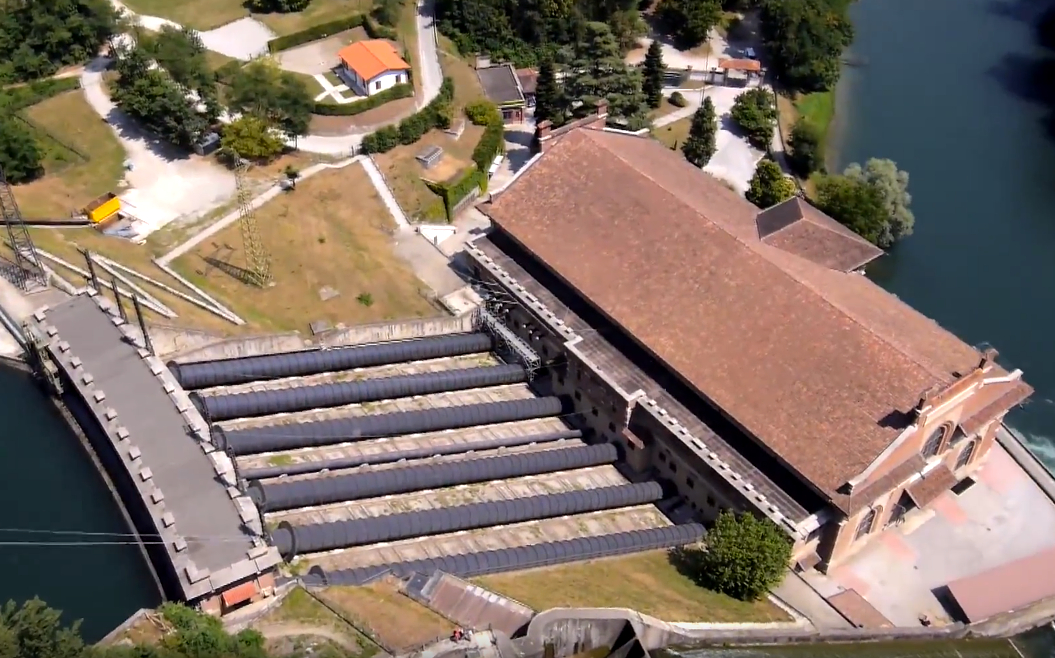
Vista dall'alto del fabbricato principale, delle condotte e della vasca di carico
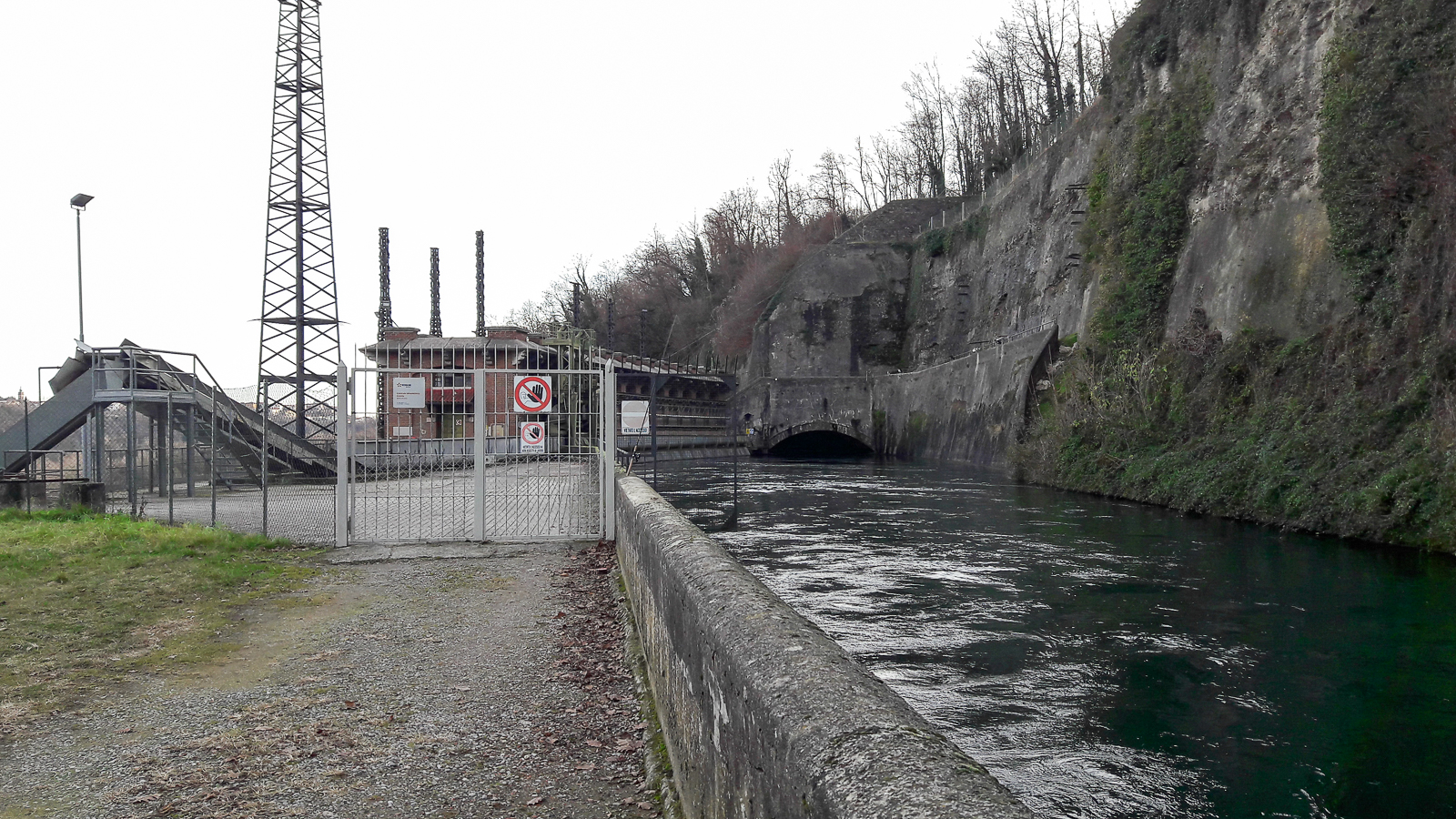
Vasca di carico e fabbricato di presa delle condotte forzate

La parte principale dell'impianto, che ospita la sala macchine, è un grande fabbricato che occupa un'area di circa 3600 m². In esso l'acqua convogliata da ciascuna condotta viene turbinata da gruppi di due turbine Francis, di produzione Ing. A. Riva & C, che azionano un alternatore trifase Brown-Boveri. Sia le macchine idrauliche che quelle elettriche sono rimaste le stesse allocate nel 1914, seppure ammodernate, mantenendo però intatto il loro affascinante aspetto originale. Originariamente le macchine venivano controllate da una superba sala quadri, oggi non più operativa ma della quale sono state conservate tutte le pregevoli apparecchiature degli antichi banchi di comando. Negli ammodernamenti, iniziati nel 1998, la centrale è stata dotata di una sala di controllo defilata dotata delle più moderne apparecchiature.
Nella parte antistante la facciata del fabbricato principale è ricavata l'opera di restituzione delle acque turbinate, la cui parte superiore da continuità all'alzaia del fiume. Essa è dotata di sei grandi bocche simmetriche più una piccola bocca mediana che scaricava le acque del gruppo di eccitazione.
Sulla parte destra del fabbricato principale è infine ricavato uno scivolo sfioratore per scaricare nel fiume le acque di troppo pieno accumulate nella vasca di carico.

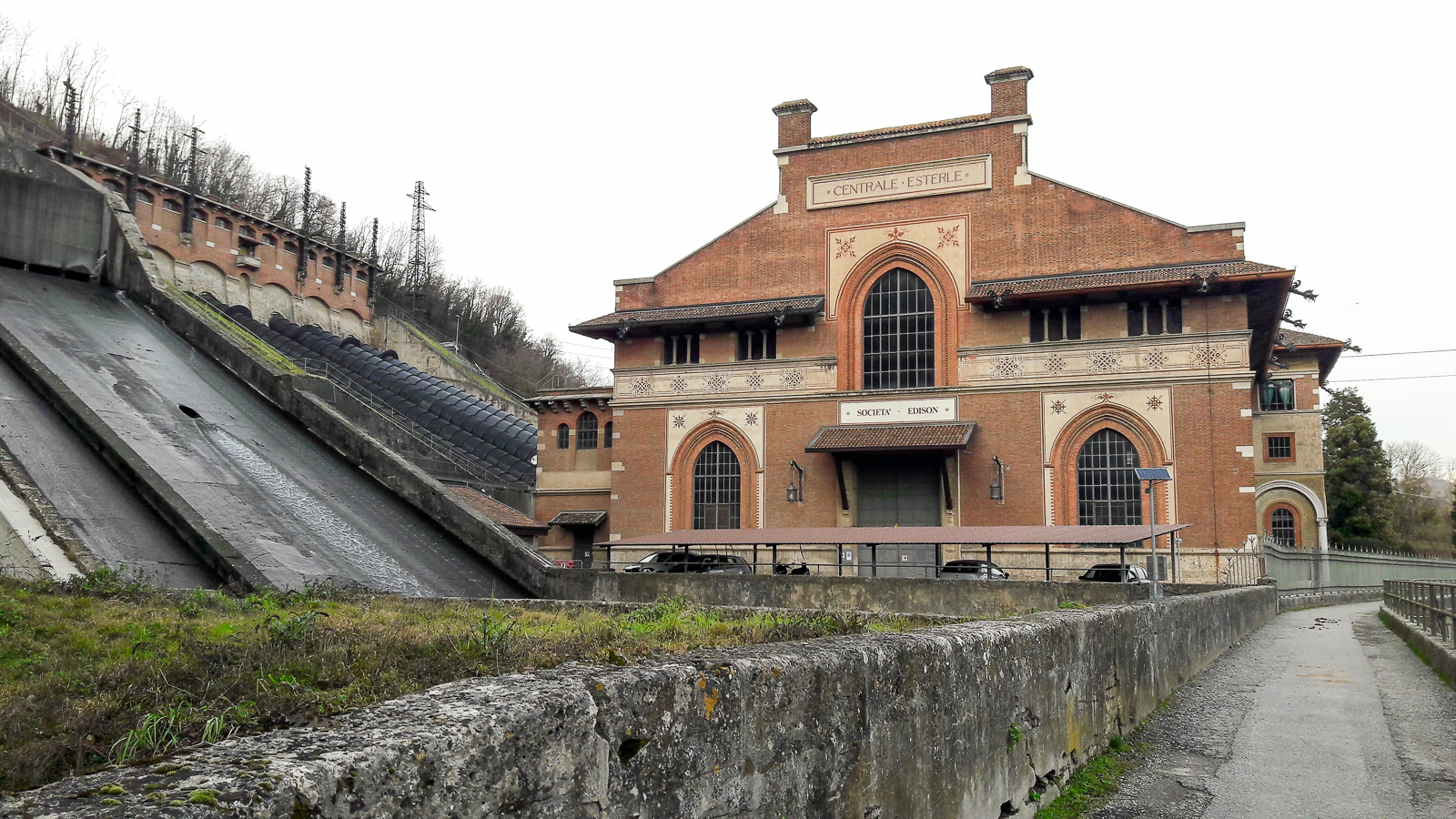
Fabbricato principale e scivolo sfioratore vasca di carico
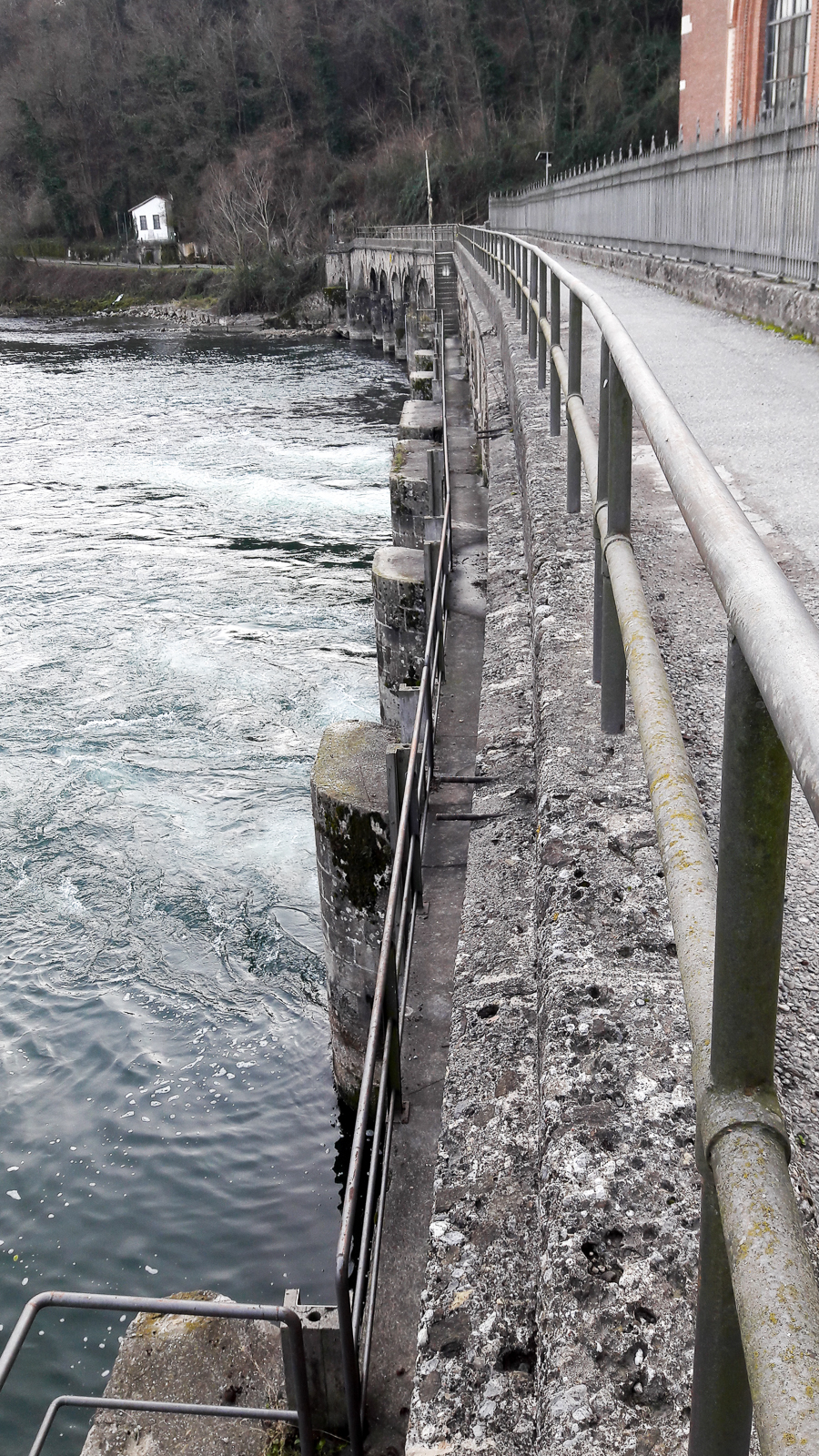
Opera di restituzione

L'operatività della centrale non è controllata in locale ma telecondotta dal centro Manovra Edison di Venina, ubicato presso l'omonima centrale, sito a Piateda (provincia di Sondrio).

## Personale
La centrale impiega 8 persone i cui ruoli sono così suddivisi:
- Responsabile di centrale
- Vice Responsabile di centrale
- 1 Tecnico d'impianto
- 4 manutentori
- 1 impiegato amministrativo